# Marcélia Cartaxo
Marcélia de Souza Cartaxo (Cajazeiras, 27 ottobre 1963) è un'attrice brasiliana.

## Biografia
Attiva al cinema e in televisione, ha esordito sul grande schermo nel 1986 con il film drammatico A hora da estrela, grazie al quale ha ottenuto l'Orso d'argento per la migliore attrice al 36º Festival di Berlino. A partire dagli anni novanta è apparsa in numerose telenovelas ed ha interpretato i film 16060 (1996), Madame Satã (2002), A História Da Eternidade (2014) e Big Jato (2016), per i quali ha ricevuto alcuni riconoscimenti in patria.

## Filmografia
- A hora da estrela, regia di Suzana Amaral (1986)
- Fronteira das Almas, regia di Hermanno Penna (1987)
- Brasa Adormecida, regia di Djalma Limongi Batista (1987)
- Sonhei com Você, regia di Ney Santanna (1988)
- Césio 137 - O Pesadelo de Goiânia, regia di Roberto Pires (1990)
- Dente Por Dente, regia di Alice de Andrade (1994) - Cortometraggio
- A Árvore de Marcação, regia di Jussara Queiroz (1995)
- 16060, regia di Vinicius Mainardi (1996)
- For All: O Trampolim da Vitória, regia di Buza Ferraz e Luiz Carlos Lacerda (1997)
- Policarpo Quaresma, Herói do Brasil, regia di Paulo Thiago (1997)
- Amélia, regia di Ana Carolina (2001)
- Madame Satã, regia di Karim Aïnouz (2002)
- Tempo de Ira, regia di Marcelia Cartaxo e Gisella de Mello (2003) - Cortometraggio
- Quanto Vale Ou É Por Quilo?, regia di Sergio Bianchi (2005)
- Crime Delicado, regia di Beto Brant (2005)
- O Caso Morel, regia di Sheila Feital (2006)
- O Céu de Suely, regia di Karim Aïnouz (2006)
- Baixio das Bestas, regia di Cláudio Assis (2006)
- Batismo de sangue, regia di Helvécio Ratton (2006)
- O Amigo Invisível, regia di Maria Letícia (2006)
- Feliz Desaniversário, regia di Fábio Souza (2010) - Cortometraggio
- Trampolim do Forte, regia di João Rodrigo Mattos (2010)
- Doce de Coco, regia di Allan Deberton (2010) - Cortometraggio
- A História Da Eternidade, regia di Camilo Cavalcante (2014)
- Big Jato, regia di Cláudio Assis (2016)
- Nova Amsterdam, regia di Edson Soares do Nascimento (2016)

### Televisione
Film tv
- Alta Rotação, regia di Marcos Manhães Marins (1987)
- Alexandre e Outros Heróis, regia di Luiz Fernando Carvalho (2013)

Telenovelas
- Mico Preto (1990)
- A História de Ana Raio e Zé Trovão (1990)
- Amazônia (1991)
- Guerra Sem Fim (1993)
- Tocaia grande (1995)
- Mandacaru (1997)
- Suave Veneno (1999)
- Vila Madalena (1999)
- Vento di passione (Aquarela do Brasil, 2000)
- Porto dos Milagres (2001)
- A Pedra do Reino (2007)
- Desejo Proibido (2007–2008)
- O Canto da Sereia (2013)
- Velho Chico (2016)

Altri programmi
- Você Decide (1992–2000) - 3 puntate

## Riconoscimenti
- Festival internazionale del cinema di Berlino
  - 1986 – Orso d'argento per la migliore attrice per A hora da estrela

- Brazilia Festival of Brazilian Cinema
  - 1985 – Candango Trophy alla miglior attrice per A hora da estrela
  - 1987 – Candango Trophy alla miglior attrice non protagonista per Fronteira das Almas
  - 1995 – Candango Trophy alla miglior attrice non protagonista per 16060
  - 2015 – Candango Trophy alla miglior attrice per Big Jato

- Cinema Brazil Grand Prize
  - 2003 – Gran Premio per la miglior attrice per Madame Satã
  - 2008 – Nomination Gran Premio per la miglior attrice non protagonista per Baixio das Bestas
  - 2016 – Nomination Gran Premio per la miglior attrice per A História Da Eternidade

- Paulínia Film Festival
  - 2014 – Golden Girl Trophy alla miglior attrice per A História Da Eternidade (condiviso con Zezita Matos e Débora Ingrid)

- Recife Cine PE Audiovisual Festival
  - 2003 – Calunga Trophy alla miglior attrice in un cortometraggio per Tempo de Ira